# André Barelier
André Barelier, nacido en 1934, es un escultor francés.

## Datos biográficos
Nació en el año 1934, en la localidad de Plan-de-Cuques, al sur de Francia en el distrito de Marsella)
Su formación artística comenzó en la Escuela de Bellas Artes de Marsella.
A los 19 años se trasladó a París, donde fue alumno de la Escuela Normal Superior de Bellas Artes desde el año 1953 a 1961.
En el año 1961 se presentó al concurso del Premio de Roma organizado por la Escuela de Bellas Artes en la modalidad de escultura. Ese año el lema que daba título a la obra fue  Naissance du jour (Nacimiento del día).
Viajó a Roma, donde vivió pensionado en la Villa Médici. La Academia de Francia en Roma estuvo dirigida en esos años por el pintor Balthus.
En 1965 se instaló en París. Su taller 	está en el passage Dantzig junto a la colmena (la Ruche) de Montpanasse.
En 2006, participó en la película documental Balthus de l'autre côté du miroir, dirigida por Damian Pettigrew en homenaje al pintor.
En 2009 realizó el trofeo de petanca Henri Salvador celebrado en Marsella, una escultura obra de André Barelier.

## Obras
Al igual que André Masson, está interesado en la vida urbana cotidiana, los pequeños grupos y las personas capturadas en su actitud banal.
Entre las mejores y más conocidas obras de André Barelier se incluyen las siguientes:
- Le téléphone - El teléfono, 1999,  representa una persona saliendo de una cabina con las bolsas de la compra, bronce[9] ubicado en el Faubourg , frente a la Tour Emblem[10] y el Arco de la Defensa, París.[11]
Con la idea de una persona hablando en una cabina de teléfono ha realizado diferentes composiciones.
La cabina, la persona y una moto. 
La cabina, la persona y un carro de la compra .

- Hommage à César -Homenaje a Cesar,[12] (1989) , bronce, figura con Torre Eifel.

- Naissance du jour (1961), yeso, bajorrelieve, en la Ecole Nationale Supérieure des Beaux-Arts, Paris.[3]
- Hommage à Ferrari- homenaje a Ferrari, 1992.
- Rios, bronce, persona sentada en una silla.

- Castaflore au para vent, bronce.

- L'Atelier - el taller, 1976, bronce, museo Cantini, Marsella.[13]

- Trophée HENRI SALVADOR -Trofeo Henri Salvador,  estatua realizada como trofeo de petanca[1]